# Tadeusz Pankiewicz

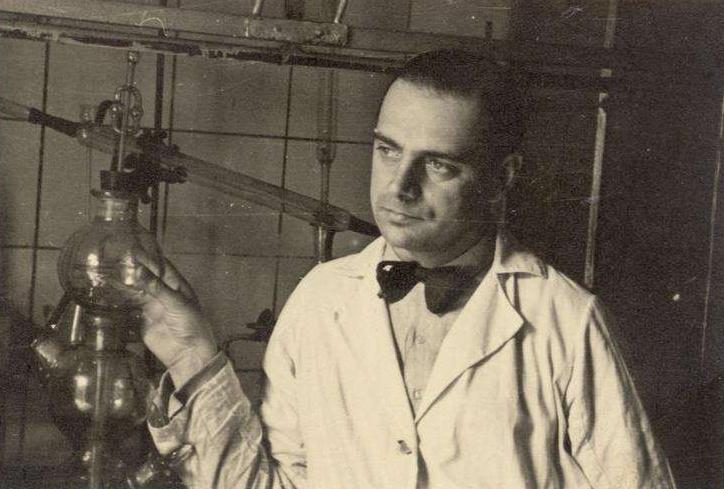

Tadeusz Pankiewicz (21 de noviembre de 1908, Sambor - 5 de noviembre de 1993, Cracovia), fue un farmacéutico católico polaco, resultando el único residente no judío que permaneció en el Gueto de Cracovia durante la ocupación de Polonia. Fue reconocido como «Justo entre las Naciones» por Yad Vashem en 10 de febrero de 1983 por prestar asistencia y salvar la vida de un gran número de judíos durante el Holocausto.

## Biografía
Tadeusz Pankiewicz fue el más joven de los tres hijos fruto del matrimonio entre Józef Pankiewicz y Maria Weirich, oriundos de la región de Galitzia, lo que a finales del siglo XIX les convertía en súbditos del Imperio austrohúngaro. Maria Weirich era hija del matrimonio entre un alemán y una húngara, razón por la que Pankiewicz fue catalogado durante la ocupación alemana como ario, según los estándares raciales del III Reich. Tras varios años ejerciendo como gerente para distintos establecimiento, Józef Pankiewicz se trasladó a un núcleo obrero a las afueras de Cracovia llamado Podgórze, donde abrió en 1910 la Apteka Pod Orłem (la farmacia "Bajo el Águila"). La farmacia estaba situada en Plac Zgody (anteriormente Mały Rynek o Pequeña Plaza del Mercado) y a partir de 1915, Podgórze quedó integrado como distrito de la ciudad. Pankiewicz y sus hermanos estudiaron en el Colegio número 6 de esta localidad, compartiendo aula con jóvenes de diferentes orígenes étnicos, incluidos alumnos judíos. Al inicio de la Primera Guerra Mundial, el hermano de Tadeusz, Leon Pankiewicz, fue arrestado por el ejército imperial ruso junto a un gran número de jóvenes polacos, a fin de evitar que se enrolaran en las fuerzas austrohúngaras, y falleció a causa de su confinamiento; su hermana Zofia, virtuosa del piano, contrajo matrimonio, por lo que Tadeusz hubo de seguir los pasos de su padre, graduándose en la Facultad de Farmacia de la Universidad Jaguelónica en 1930, y haciéndose cargo del negocio familiar a partir de 1934.

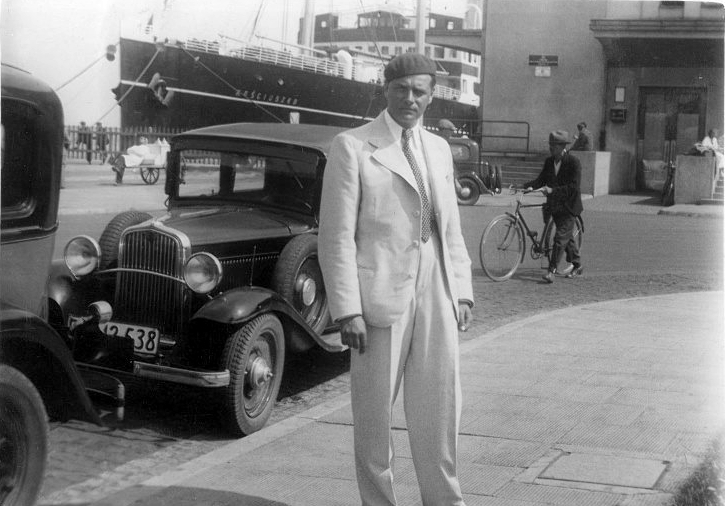

Tras la invasión de Polonia por parte de la Alemania nazi el 1 de septiembre de 1939, Pankiewicz abandona la ciudad junto a cientos de profesionales y autoridades civiles, temiendo la represión de las tropas de ocupación. Tadeusz se establece en la vecina Lwów, quedando al frente del establecimiento una farmacéutica llamada Irena Droździkowska, quien se convertiría en colaboradora de Pankiewicz a su regreso de este exilio. Tras la caída de Cracovia a manos de las tropas nazis, Pankiewicz regresa el 9 de septiembre, siendo arrestado y conducido a la prisión de Montelupich, donde permanecerá hasta diciembre de ese año. Tras abandonar la cárcel, Pankiewicz regresa a casa y se hace cargo del negocio familiar, ya sin la asistencia de su padre, gravemente enfermo. Para ayudarle, además de Irena, Pankiewicz contrata los servicios de dos estudiantes de tercer año de la Facultad de Farmacia: Helena Krywaniuk y Aurelia Danek-Czortowa, quienes junto a Irena son referidas en las memorias del autor como «mis colegas», destacando Pankiewicz su coraje y determinación al salvar las vidas de cientos de personas en el gueto.
Tras casi dos años de ocupación, siendo Cracovia capital del llamado Gobierno General, con Hans Frank al frente, en 1941 las autoridades alemanes ordenan el establecimiento de un gueto amurallado en el distrito de Podgórze. Se conmina a Pankiewicz a abandonar el «Distrito Judío», al igual que sus padres, quienes se trasladan al centro de la ciudad. Tadeusz, sin embargo, soborna a las diferentes fuerzas de ocupación, civiles y militares, consiguiendo un salvoconducto que le permite residir en el gueto y mantener la farmacia abierta, a fin de proveer de atención, medicamentos y cuidados a sus habitantes. Durante los dos años de existencia del gueto, hasta 1943, Pankiewicz y sus tres colegas prestarán auxilio a los judíos allí confinados, expendiendo medicamentos y favoreciendo el contrabando de toda suerte de productos, desde comida hasta prensa clandestina, pasando por tinte para el pelo a fin de ocultar las canas que condenaban a los más ancianos a la deportación al ser desconsiderados como mano de obra válida; así mismo, los cuatro asistieron las labores de la resistencia, y consiguieron mediante sobornos, favores y dádivas que cientos de personas pudieran escapar a la suerte que les esperaba con su deportación a campos de exterminio como Bełżec. Pankiewicz, además, como testigo de excepción de los crímenes y horrores cometidos por las fuerzas de ocupación y las unidades colaboracionistas, dejó constancia de sus vivencias en unas memorias publicadas en 1947, traducidas a distintos idiomas y reeditadas en una edición ampliada y corregida por el autor en 1982.
Tras la derrota del nazismo y el establecimiento de la una República Popular en Polonia bajo la órbita de Unión Soviética, Pankiewicz sufrió el ostracismo en su patria, determinado por la coyuntura de la Guerra Fría y su amistad con un gran número de judíos residentes en el recién constituido Estado de Israel. A pesar de perder su farmacia, y sufrir el acoso de la policía secreta del régimen comunista en Polonia, Pankiewicz vio cómo sus memorias eran bien acogidas en Europa occidental, Israel y Estados Unidos. En la década de 1980, el gobierno polaco rehabilitó el nombre de Pankiewicz, y se sucedieron las distinciones, entre las que destacan la conversión en un museo de su antigua farmacia, la Apteka Pod Orłem, y la concesión en 1983 por parte del organismo para la preservación de la memoria del Holocausto, Yad Vashem, del título de Justo entre las Naciones. 
Tadeusz Pankiewicz murió en 1993; sus restos mortales descansan en el Cementerio Rakowicki de Cracovia.